# 洪鼎基
洪鼎基（Ang Hin Kee；1965年10月22日—）是一名新加坡的華裔福州籍商人兼政治人物。人民行動黨籍。目前為宏茂橋集選區的國會議員。他是全國工會大會（NTUC）的助理總幹事，並在國家出租車協會（NTA）與教育服務聯盟（ESU）擔任職務。